# 托罗埃利亚德蒙特格里
托罗埃利亚德蒙特格里，是西班牙加泰罗尼亚赫罗纳省的一个市镇。总面积66平方公里，总人口8244人（2001年），人口密度125人/平方公里。